# Wales Island (Nunavut)
Wales Island (Inuktitut: Shartoo; dříve Ostrov prince z Walesu) je neobydlený ostrov  Kanadského arktického souostroví v oblasti Qikiqtaaluk na kanadském teritoriu Nunavut.
Ostrov leží 1,5 km od pobřeží poloostrova Melville na jihu zálivu Boothia v zálivu Committee Bay.
Rozloha ostrova Wales je 1137 km². Ostrov měří 63 km ze severu k jihu a 23 km z východu na západ. Nejvyšší bod na ostrova dosahuje nadmořské výšky 165 metrů.
Ostrov pojmenoval skotský polární badatel John Rae „Ostrov prince z Walesu“. Název ostrova byl později zkrácen a dnes se nazývá „Wales Island“.